# Balanovac
Balanovac (cyr. Балановац) – wieś w Serbii, w okręgu zajeczarskim, w gminie Knjaževac. W 2011 roku liczyła 242 mieszkańców.